# Vanni Sartini
Vanni Sartini (Firenze, 14 novembre 1976) è un allenatore di calcio italiano.

## Carriera

### Allenatore
Dopo una carriera da portiere tra le serie dilettantistiche italiane vien assunto dal Centro studi e ricerche del Settore tecnico di Coverciano come formatore. Nella stagione 2014-2015 ha lavorato come collaboratore tecnico di Davide Nicola al Livorno e successivamente al Bari. Arriva in America nel 2016 chiamato come docente per scuola allenatori e collaborando con la federazione nella formazione delle giovanili statunitensi. Nel 2019 si trasferisce in Canada, inizia ad allenare il Vancouver Whitecaps Under-23. Il 27 agosto 2021, a seguito dell'esonero di Marc Dos Santos, viene scelto come nuovo allenatore della prima squadra.
Dopo aver portato la squadra ai playoff, il 30 novembre 2021 viene confermato anche per la stagione successiva, firmando un contratto fino al 2023.
Il 26 luglio 2022 conquista il primo titolo battendo il Toronto FC in finale del Canadian Championship ai calci di rigore.

## Statistiche

### Statistiche da allenatore
Statistiche aggiornate al 17 giugno 2024.
| Stagione        | Squadra             | Campionato      | Campionato | Campionato | Campionato | Campionato | Coppe nazionali | Coppe nazionali | Coppe nazionali | Coppe nazionali | Coppe nazionali | Coppe continentali | Coppe continentali | Coppe continentali | Coppe continentali | Coppe continentali | Altre coppe | Altre coppe | Altre coppe | Altre coppe | Altre coppe | Totale | Totale | Totale | Totale | % Vittorie | Piazzamento |
| Stagione        | Squadra             | Comp            | G          | V          | N          | P          | Comp            | G               | V               | N               | P               | Comp               | G                  | V                  | N                  | P                  | Comp        | G           | V           | N           | P           | G      | V      | N      | P      | %          | Piazzamento |
| --------------- | ------------------- | --------------- | ---------- | ---------- | ---------- | ---------- | --------------- | --------------- | --------------- | --------------- | --------------- | ------------------ | ------------------ | ------------------ | ------------------ | ------------------ | ----------- | ----------- | ----------- | ----------- | ----------- | ------ | ------ | ------ | ------ | ---------- | ----------- |
| ago.-dic. 2021  | Vancouver Whitecaps | MLS             | 15         | 7          | 5          | 3          | CC              | -               | -               | -               | -               |                    | -                  | -                  | -                  | -                  | -           | -           | -           | -           | -           | 15     | 7      | 5      | 3      | 46,67      | 12°         |
| 2022            | Vancouver Whitecaps | MLS             | 34         | 12         | 7          | 16         | CC              | 4               | 2               | 2               | 0               |                    | -                  | -                  | -                  | -                  | -           | -           | -           | -           | -           | 38     | 14     | 9      | 15     | 36,84      | 17°         |
| 2023            | Vancouver Whitecaps | MLS             | 34+2       | 12         | 12         | 10+2       | CC              | 3               | 3               | 0               | 0               | CCL                | 4                  | 1                  | 0                  | 3                  | LC          | 3           | 1           | 0           | 2           | 46     | 17     | 12     | 17     | 36,96      | 13°         |
| 2024            | Vancouver Whitecaps | MLS             | 34+4       | 13+2       | 8          | 13+2       | CC              | 5               | 3               | 1               | 1               | CCC                | 2                  | 0                  | 1                  | 1                  | LC          | 3           | 1           | 1           | 1           | 48     | 19     | 11     | 18     | 39,58      | 14°         |
| Totale carriera | Totale carriera     | Totale carriera | 121        | 44         | 32         | 45         |                 | 12              | 8               | 3               | 1               |                    | 6                  | 1                  | 1                  | 4                  |             | 6           | 2           | 1           | 3           | 138    | 52     | 38     | 50     | 37,68      |             |

## Palmarès

### Competizioni nazionali
- Canadian Championship: 3

Vancouver Whitecaps: 2022, 2023, 2024